# Zschepplin

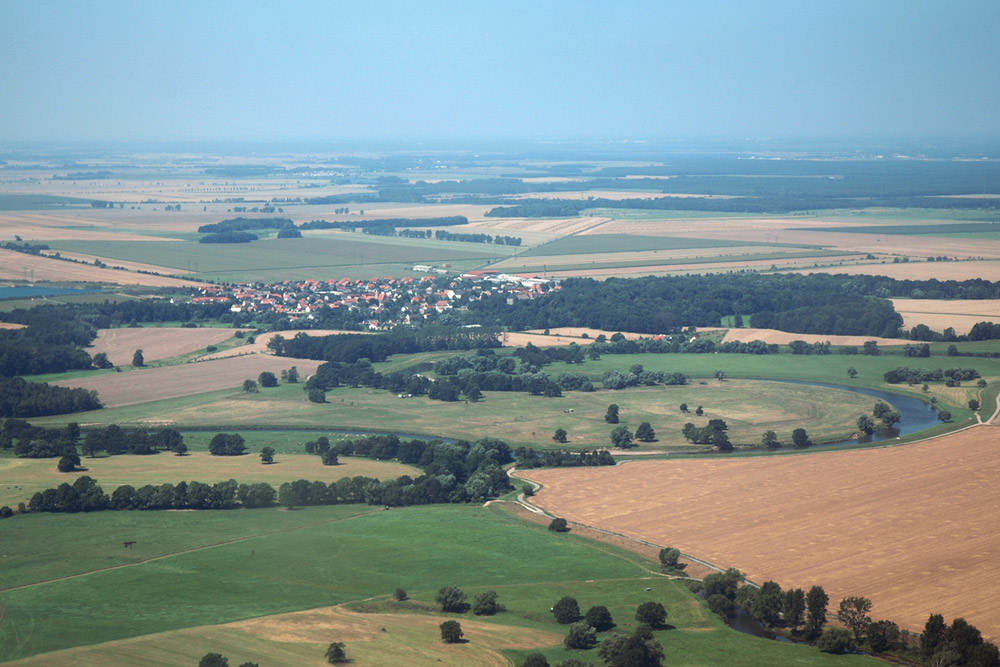
Zschepplin mit der Mulde (von Osten gesehen)

Zschepplin ist eine Gemeinde im Landkreis Nordsachsen, Freistaat Sachsen. Sie gehört dem Verwaltungsverband Eilenburg-West an.

## Geographie

### Lage
Die Gemeinde Zschepplin liegt etwa sechs Kilometer nördlich von Eilenburg und sieben Kilometer südwestlich von Bad Düben. Der Osten der Gemeinde wird durch das Muldetal begrenzt.

### Gemeindegliederung
Zschepplin besteht aus folgenden Ortsteilen:
- Zschepplin
- Hohenprießnitz
- Niederglaucha
- Oberglaucha
- Krippehna
- Noitzsch
- Naundorf
- Rödgen
- Steubeln

## Geschichte
Zschepplin gehörte bis 1815 zum kursächsischen bzw. königlich-sächsischen Amt Eilenburg. Durch die Beschlüsse des Wiener Kongresses kam der Ort zu Preußen. Er wurde 1816 dem Kreis Delitzsch im Regierungsbezirk Merseburg der Provinz Sachsen zugeteilt, zu dem er bis 1952 gehörte. Bereits seit dem 19. Jahrhundert galt Noitzsch als Ortsteil von Zschepplin.
Im Zuge der zweiten Kreisreform in der DDR im Jahr 1952 wurde Zschepplin dem Kreis Eilenburg im Bezirk Leipzig angeschlossen, der 1994 im Landkreis Delitzsch aufging. Am 1. Januar 1999 erfolgte der Zusammenschluss mit vier weiteren Gemeinden zur Gemeinde Zschepplin. Mit der 2008 erfolgten Kreisreform im Freistaat Sachsen kam Zschepplin zum Landkreis Nordsachsen.
Eingemeindungen
Am 1. Januar 1999 wurden Glaucha, Hohenprießnitz, Krippehna und Naundorf (mit Rödgen und Steubeln) nach Zschepplin eingemeindet.

## Bevölkerung
| Jahr | Einwohner |
| ---- | --------- |
| 2002 | 3.368     |
| 2005 | 3.301     |
| 2010 | 3.079     |
| 2015 | 2.881     |

| Jahr | Einwohner |
| ---- | --------- |
| 2020 | 2.872     |
| 2021 | 2.866     |
| 2022 | 2.911     |

Stand: 31. Dezember des jeweiligen Jahres (Angaben des Statistischen Landesamtes Sachsen)

## Politik
- GWV Z: 8
- UWG Z: 2
- CDU: 4

### Gemeinderat
Die Gemeinderatswahl am 9. Juni 2024 war die letzte Wahl der Gemeindevertretung von Zschepplin. Eine Übersicht über diese und vergangene Wahlen gibt die Tabelle:
| Partei/Liste                                    | 2024 | 2024  | 2019 | 2019  | 2014 | 2014  |
| Partei/Liste                                    | %    | Sitze | %    | Sitze | %    | Sitze |
| ----------------------------------------------- | ---- | ----- | ---- | ----- | ---- | ----- |
| Gemeinsame Wählervereinigung Zschepplin         | 50,6 | 8     | 62,9 | 9     | –    | –     |
| CDU                                             | 29,4 | 4     | 37,1 | 5     | 47,8 | 8     |
| Unabhängige Wählergemeinschaft Zschepplin (UWG) | 20,0 | 2     | –    | –     | –    | –     |
| FWV Hohenprießnitz                              | –    | –     | –    | –     | 21,3 | 3     |
| FWV Naundorf                                    | –    | –     | –    | –     | 17,6 | 2     |
| WV Krippehna                                    | –    | –     | –    | –     | 8,2  | 1     |
| Sonstige                                        | –    | –     | –    | –     | 5,1  | –     |
| Gesamt                                          | 100  | 14    | 100  | 14    | 100  | 14    |
| Wahlbeteiligung (in %)                          | 69,6 | 69,6  | 62,3 | 62,3  | 50,9 | 50,9  |

### Bürgermeister
- 1994–1999: Dieter Zebrowski (CDU)[10]
- 1999–2020: Roswitha Berkes (parteilos)[11]
- seit 2020: Kay Kunath (parteilos)

Kunath wurde in der Bürgermeisterwahl am 8. März 2020 mit 61,7 % der gültigen Stimmen für eine Amtszeit von sieben Jahren gewählt.
| Wahl | Bürgermeister   | Vorschlag | Wahlergebnis (in %) |
| ---- | --------------- | --------- | ------------------- |
| 2020 | Kay Kunath      | Kunath    | 61,7                |
| 2013 | Roswitha Berkes | Berkes    | 92,3                |
| 2006 | Roswitha Berkes | Berkes    | 78,9                |

## Sehenswürdigkeiten
- Schloss Zschepplin und Park
- Kirche St. Lucia in Zschepplin
- Schloss Hohenprießnitz mit Park
- Dorfkirche Hohenprießnitz
- Heimatscheune Hohenprießnitz
- Kirche St. Lukas Krippehna

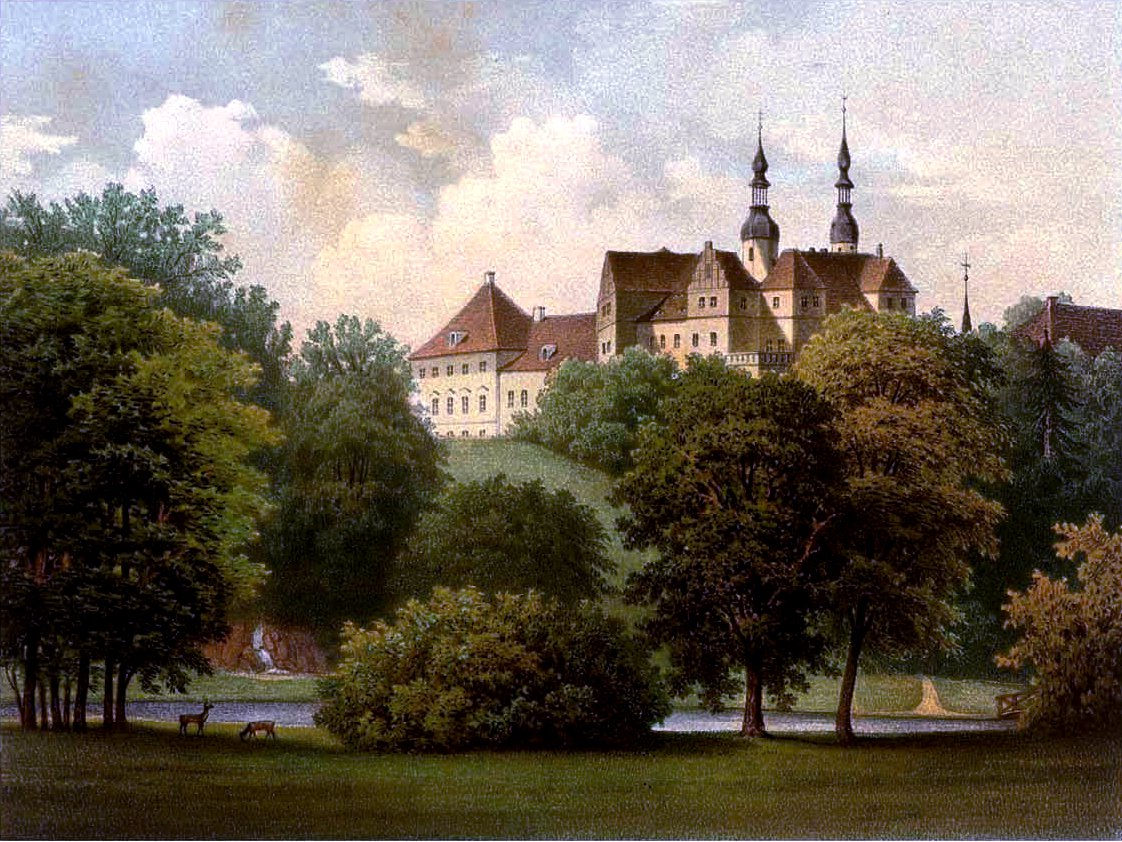
Schloss Zschepplin (Lithographie Sammlung Duncker)

- Bockwindmühle in Glaucha, im Jahr 1748 erbaut
- Bockwindmühle bei Zschepplin
- Mulderadweg und Lutherweg, führen durch den Ort

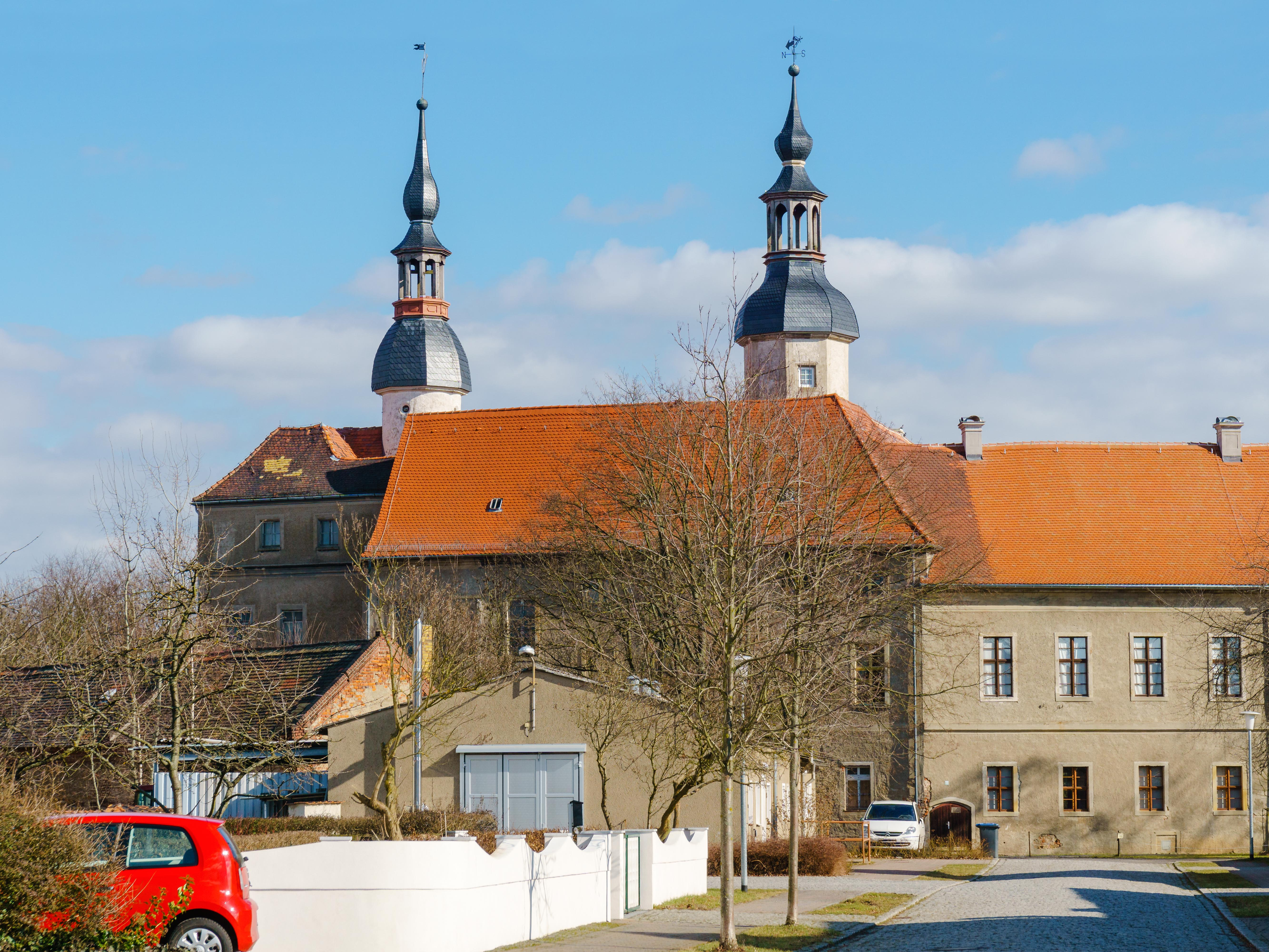
Schloss Zschepplin
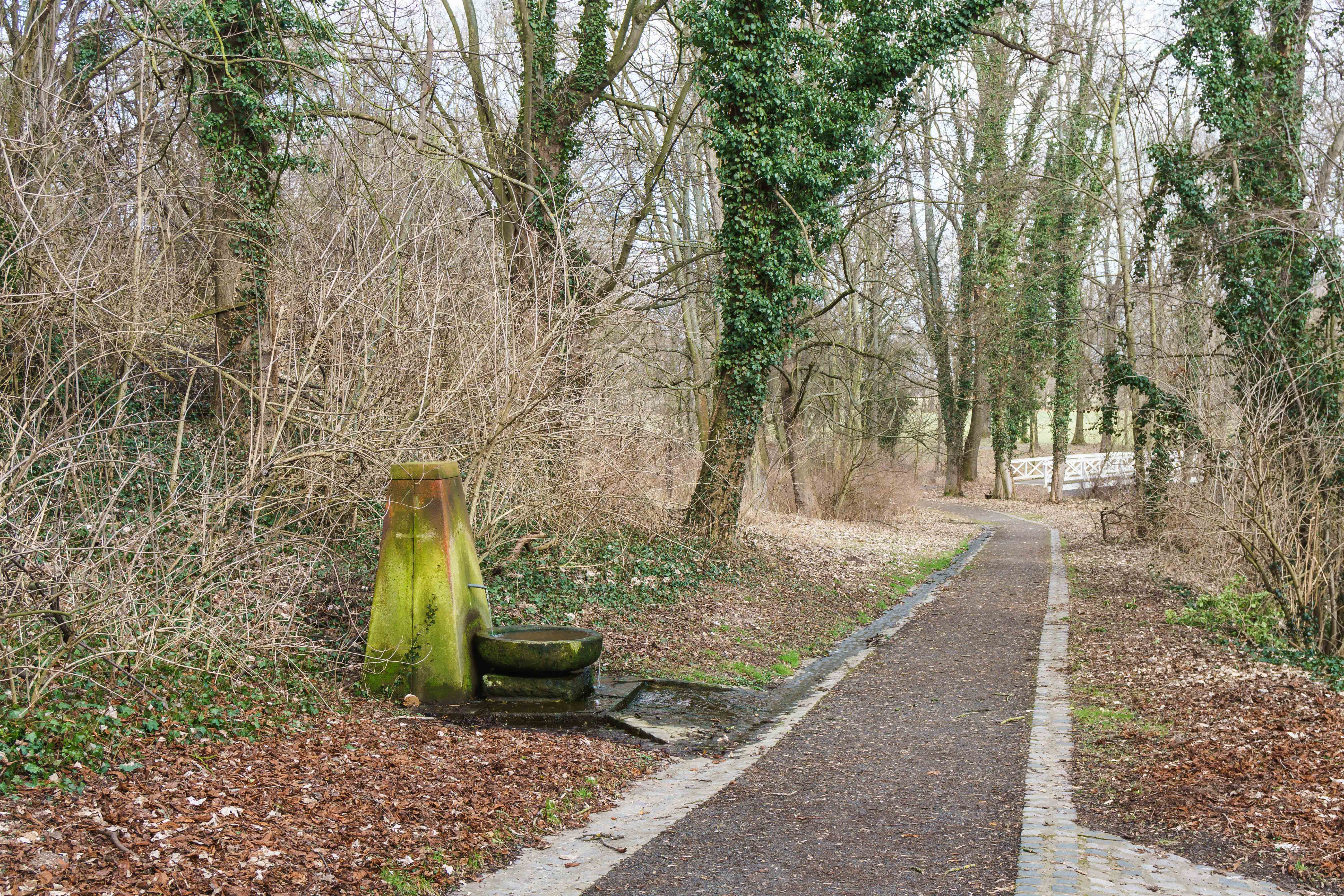
Schlosspark Zschepplin
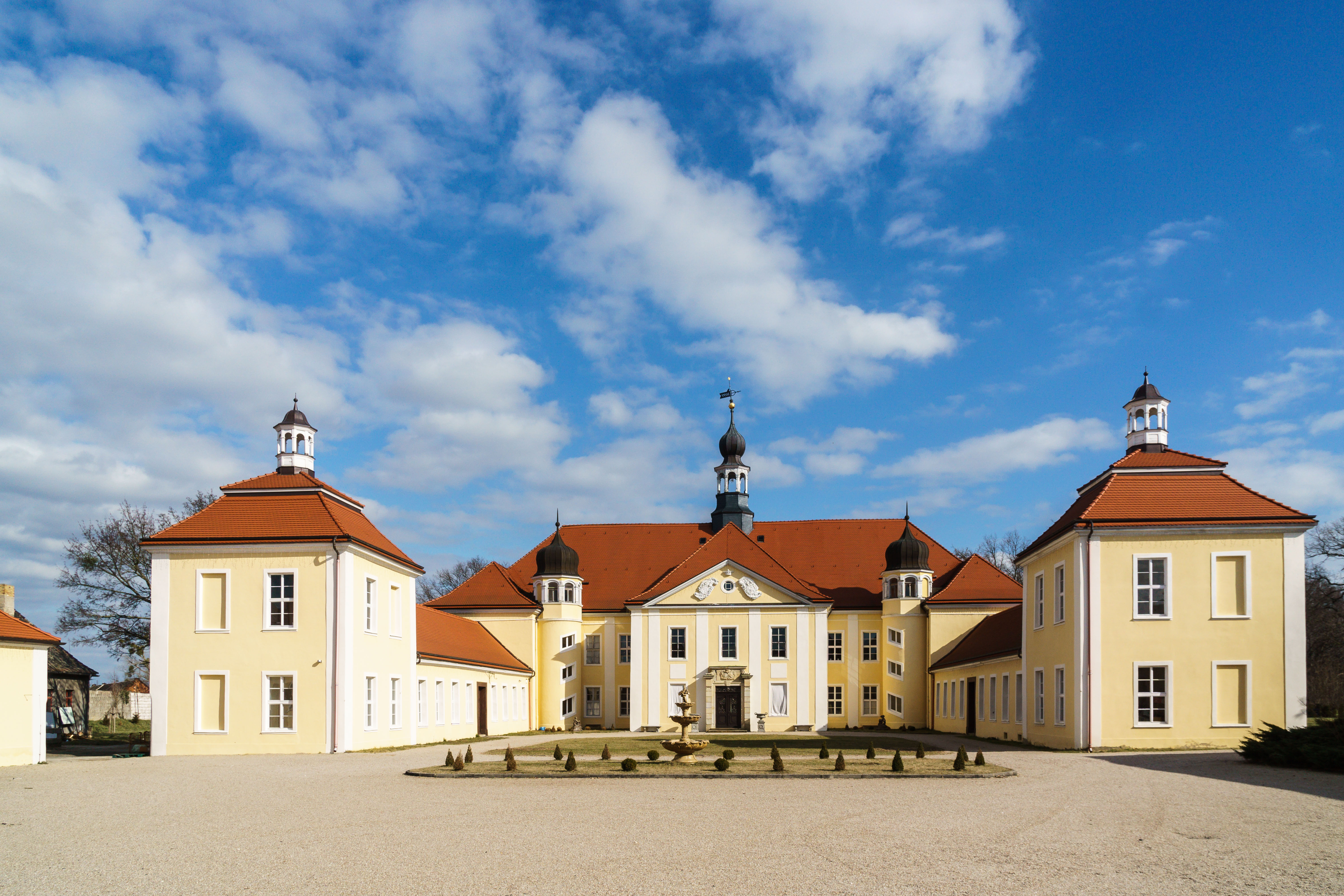
Schloss Hohenprießnitz
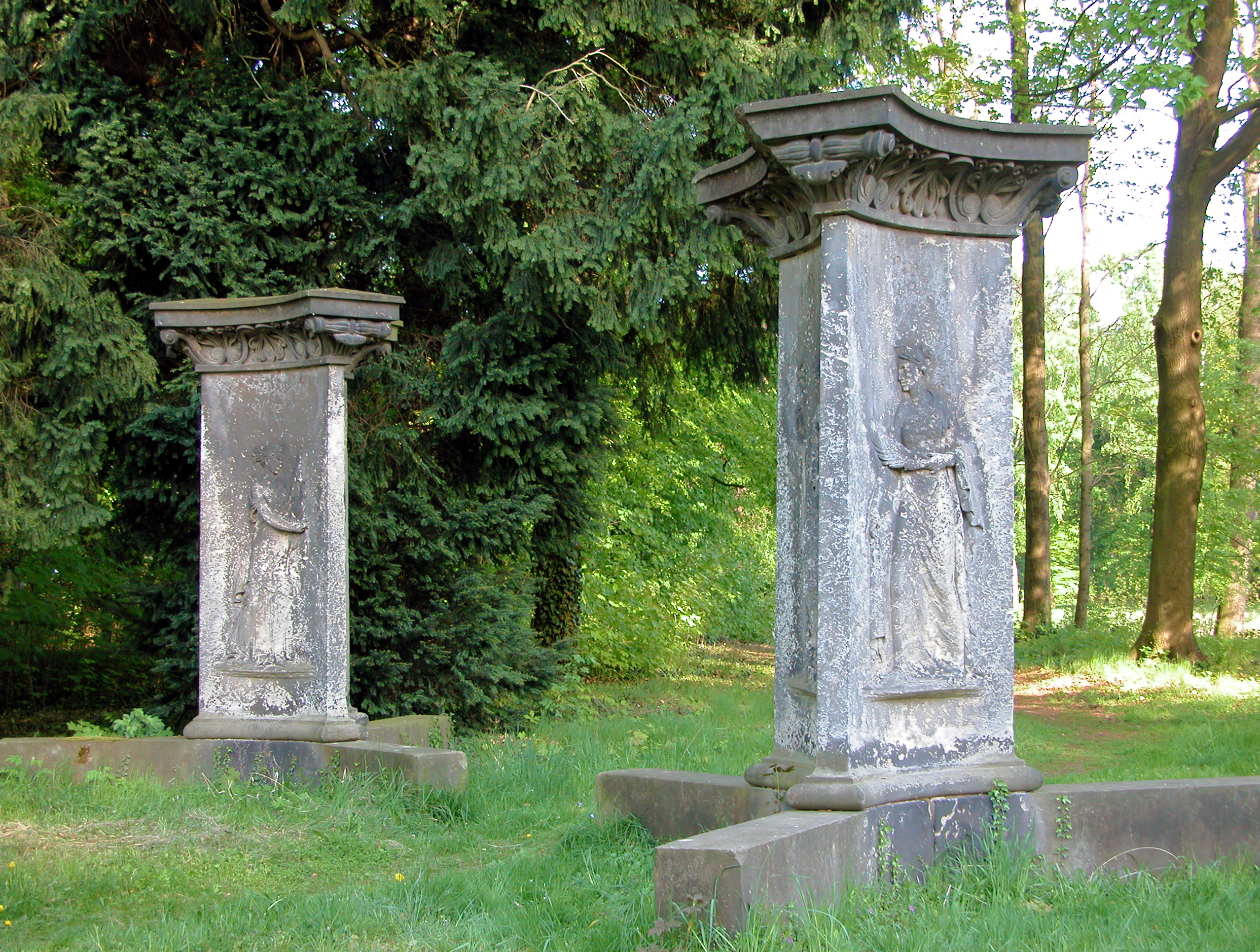
Schlosspark Hohenprießnitz
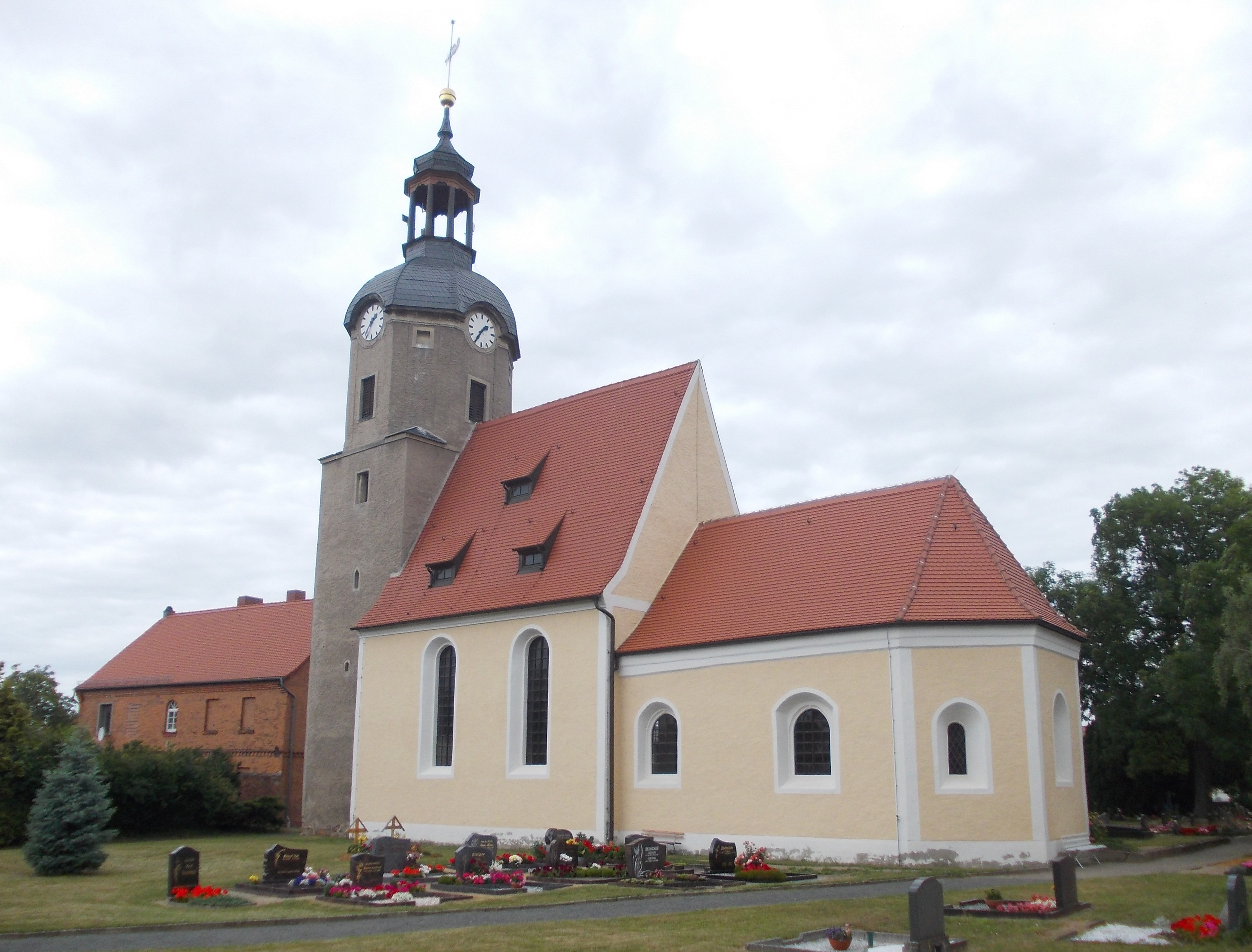
Kirche Zschepplin
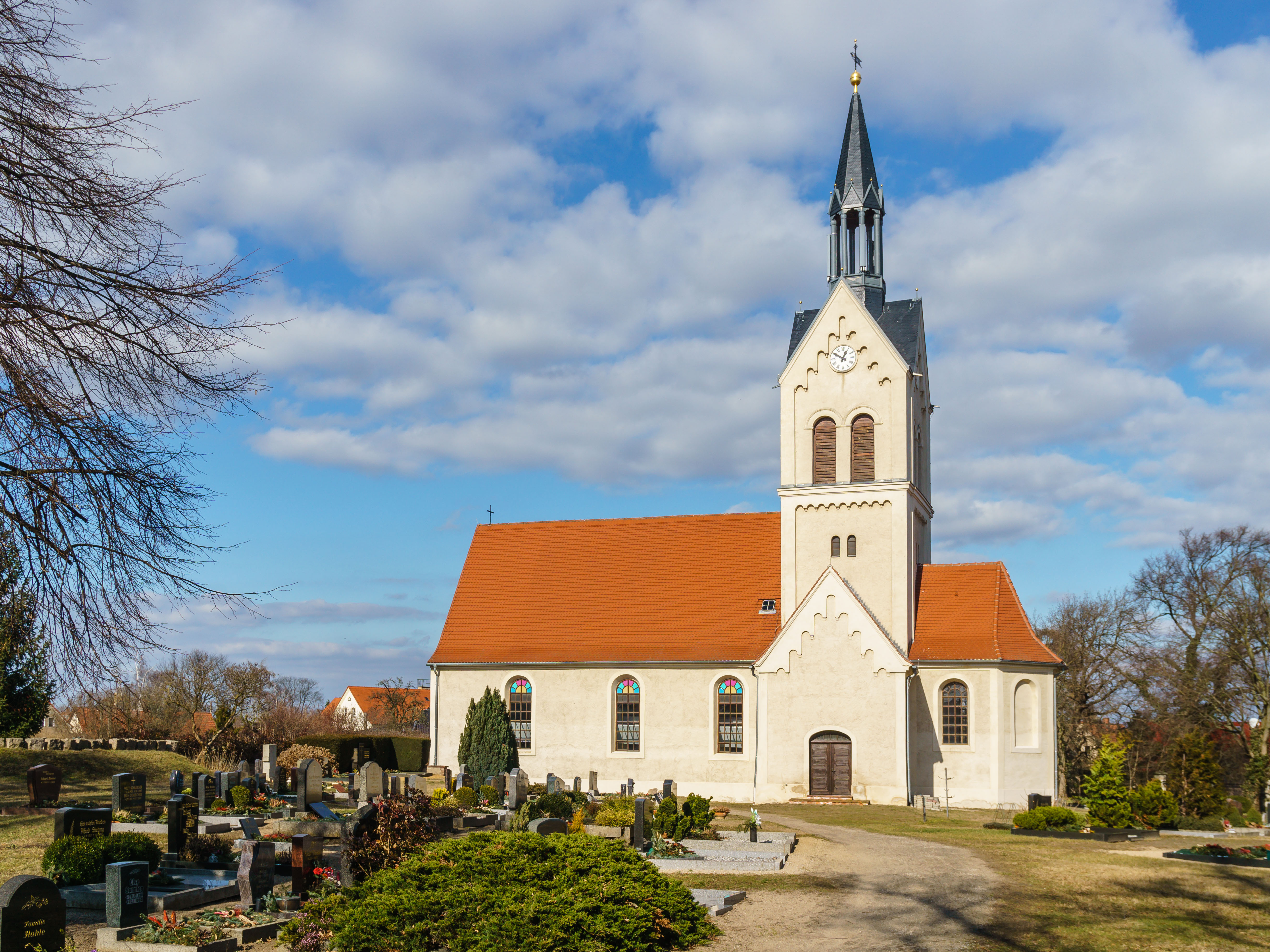
Kirche Hohenprießnitz
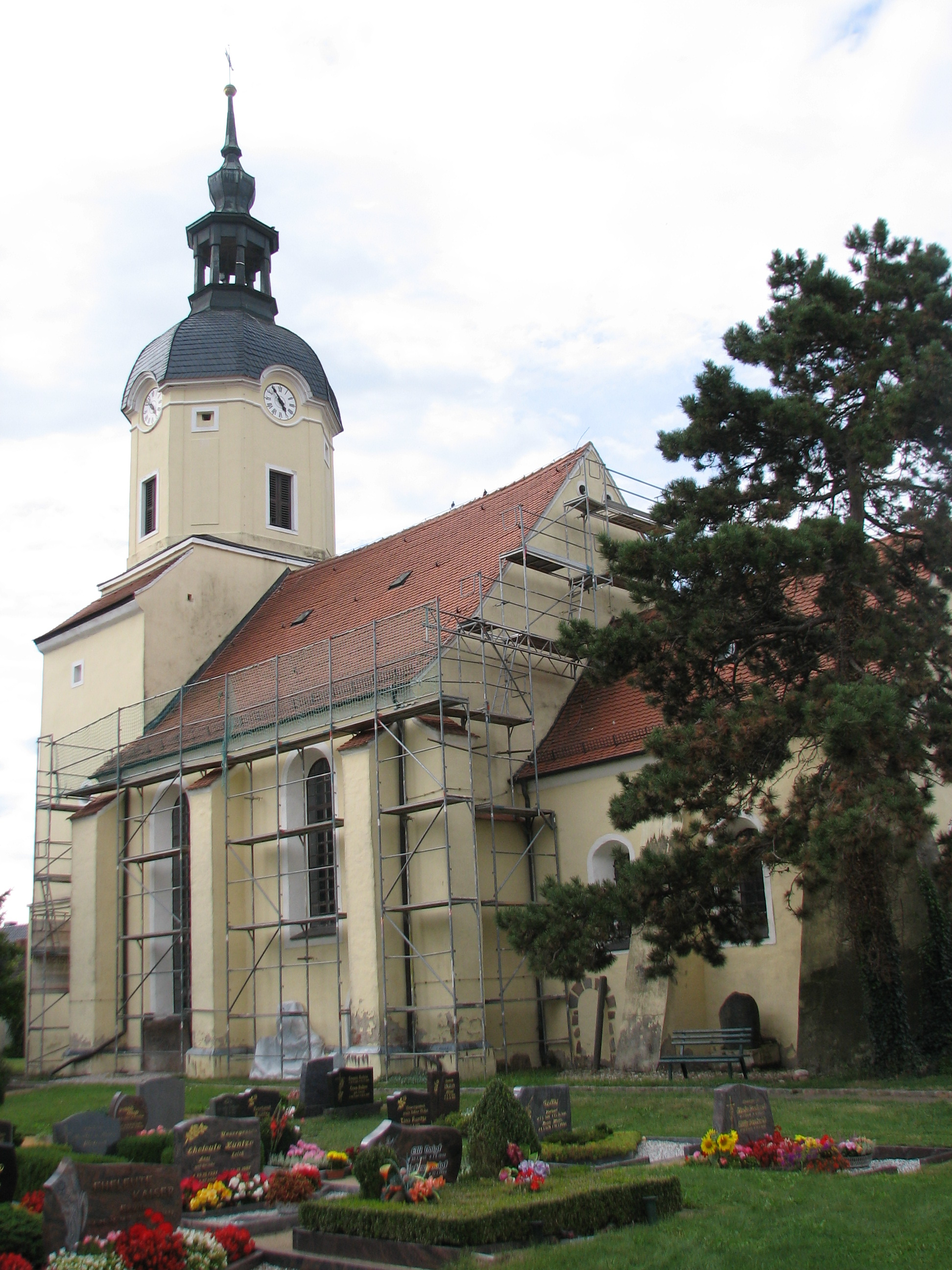
Kirche Krippehna

## Verkehr
Die Bundesstraßen B 107 und B 2 (im Nordwesten) führen durch das Gemeindegebiet. Im Ortsteil Hohenprießnitz führt eine Fähre über die Mulde nach Gruna.
 Der Bahnhof Kämmereiforst im Ortsteil Naundorf liegt an der Bahnstrecke Halle–Cottbus.

## Persönlichkeiten

### Söhne und Töchter der Gemeinde
- Andreas Mylius (1649–1702), Rechtswissenschaftler, in Zschepplin geboren
- Bernhard von Leonhardi (1817–1902), königlich-sächsischer Generalleutnant, Kommandant der Festung Königstein, in Zschepplin geboren
- Charlotte Mahler (1894–1973), Ärztin, in Krippehna geboren

### Mit Zschepplin verbundene Persönlichkeiten
- Christian Becmann (1580–1648), Pfarrer in Zschepplin
- Carl von Dieskau (1601 oder 1596–1667), Besitzer des Rittergutes Zschepplin
- Christian von Klengel (1629–1693), Besitzer des Rittergutes Hohenprießnitz
- Anton Albrecht von Imhoff (1653–1815), Besitzer des Rittergutes Hohenprießnitz
- Hans von Dieskau (1702–1750), Besitzer des Rittergutes Zschepplin
- Wilhelm von Mengersen (1777–1836), Besitzer des Rittergutes Zschepplin
- Hermann Kötzschke (1862–1943), Pfarrer in Niederglaucha
- Friedemann Steiger (* 1938), Pfarrer in Krippehna
- Sabine Bastian (* 1948), Sprachwissenschaftlerin, lebt in Krippehna
- Ilona Ryk (* 1960), Badmintonspielerin, lebt in Zschepplin